# Fazila Daureeawoo-Jeewa
Fazila Daureeawoo-Jeewa (Alternativname: Fazila Jeewa-Daureeawoo), GCSK, ist eine Politikerin der Mouvement Socialist Militant (MSM) aus Mauritius, die mehrmals Ministerin sowie zwischen 2017 und 2019 Vize-Premierministerin war. Seit 2019 ist sie Ministerin für soziale Integration, soziale Sicherheit und nationale Solidarität.

## Leben
Fazila Daureeawoo-Jeewa absolvierte ein Studium der Rechtswissenschaften und nahm nach der anwaltlichen Zulassung eine Tätigkeit als Solicitor auf. Sie spezialisierte sich insbesondere auf Familienrecht und ist als Anwältin beim Obersten Gericht zugelassen. Bei den Wahlen im Mai 2005 wurde sie als Kandidatin der Mouvement Socialist Militant (MSM) im Wahlkreis No. 16 Vacoas and Floreal zum Mitglied der Nationalversammlung gewählt und gehörte dieser bis 2010 an. Sie war 2007 parlamentarische Beobachterin bei den Wahlen in Sambia und fungierte zwischen 2011 und 2014 als Parlamentarische Privatsekretärin. Sie wurde am 11. Dezember 2014 wieder für die MSM im Wahlkreis No. 19 Stanley & Rose Hill zum Mitglied der Nationalversammlung gewählt. In der dritten Regierung von Premierminister Anerood Jugnauth fungierte sie zwischen dem 22. Dezember 2014 und dem 23. Januar 2017 als Ministerin für soziale Sicherheit, nationale Solidarität und Reforminstitutionen und war 2015 auch parlamentarische Beobachterin bei den Wahlen auf den Seychellen. Im Kabinett von Premierminister Pravind Jugnauth bekleidete sie zwischen dem 24. Januar und dem 15. November 2017 zunächst als Ministerin für Geschlechtergleichstellung, Kinderentwicklung und Familienfürsorge. Nach einer Kabinettsumbildung war sie in der Regierung von Premierminister Pravind Jugnauth vom 16. November 2017 bis zum 6. November 2019 Vize-Premierministerin, Minister für Kommunalverwaltung und Äußere Inseln sowie weiterhin Minister für Geschlechtergleichstellung, Kinderentwicklung und Familienfürsorge. 
Fazila Daureeawoo-Jeewa wurde am 8. November 2019 für die MSM im Wahlkreis No. 19 Stanley & Rose Hill abermals zum Mitglied der Nationalversammlung gewählt. Im Zuge der darauf folgenden Kabinettsumbildung übernahm sie am 12. November 2019 in der Regierung von Premierminister Pravind Jugnauth den Posten als Ministerin für soziale Integration, soziale Sicherheit und nationale Solidarität. Für ihre Verdienste wurde ihr das Großkreuz des Order of the Star and Key of the Indian Ocean (GCSK) verliehen.